# Irisbus Midys

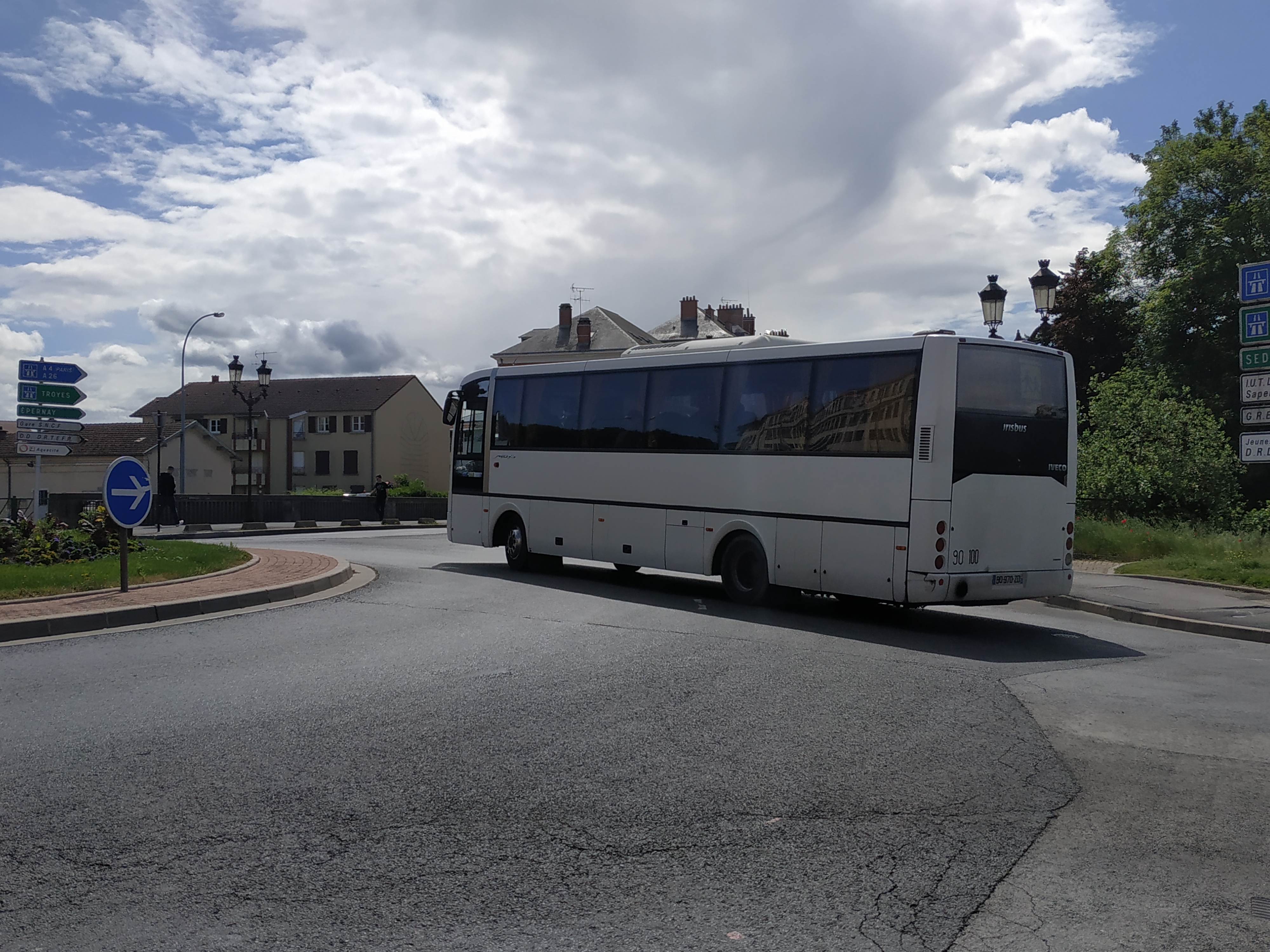
Irisbus Midys

Irisbus Midys — междугородный автобус среднего класса производства Irisbus.

## Первое поколение (2004—2008)
Первое поколение автобусов производилось с 2004 года на шасси Irisbus Midirider с двигателем Tector 6 в Брешии. Как и Irisbus Midway, автобус внешне напоминает венгерские Ikarus. Автобусу присущи система кондиционирования, сиденья с откидной спинкой и туалеты возле задней двери, которая может быть даже двустворчатой. Производство завершилось в 2008 году.

## Второе поколение (2008—2013)
Второе поколение автобусов производилось с 2008 года в Польше под названием Irisbus Midys 2. Эко-стандарт был улучшен до Евро-5. Производство завершилось в 2013 году.

## Эксплуатация
Автобусы Irisbus Midys широко распространяются в Бельгии, Венгрии и Польше.